# Hưởng Thủy
Hưởng Thủy (chữ Hán phồn thể:響水縣, chữ Hán giản thể: 响水县) hay Tương Thủy là một huyện thuộc địa cấp thị Diêm Thành, tỉnh Giang Tô, Cộng hòa Nhân dân Trung Hoa. Huyện này có diện tích 1056 ki-lô-mét vuông, dân số 570.000 người. Mã số bưu chính 224600. Chính quyền huyện đóng ở trấn Hướng Thủy. Về mặt hành chính, huyện này được chia ra các đơn vị gồm 8 trấn, 4 hương.
- Trấn: Hướng Thủy, Trần Gia Cảng, Tiểu Tiêm, Hoàng Vu, Đại Hữu, Song Cảng, Nam Hà, Vận Hà.
- Hương: Trương Tập, Lục Sáo, Thất Sáo, Lão Xá.